# Hualañé
Hualañé é uma comuna da província de Curicó, localizada na Região de Maule, Chile. Possui uma área de 629,0 km² e uma população de 9.741 habitantes (2002).